# Tobi Amusan
Tobi Amusan, właśc. Oluwatobiloba Ayomide Amusan (ur. 23 kwietnia 1997 w Ijebu-Ode) – nigeryjska lekkoatletka specjalizująca się w biegach sprinterskich i płotkarskich.
W 2013 zdobyła srebro mistrzostw Afryki juniorów młodszych na dystansie 200 metrów oraz została zdyskwalifikowana podczas półfinałowego wyścigu na światowym czempionacie juniorów młodszych w Doniecku. Złota medalistka juniorskich mistrzostw Afryki (2015). W tym samym roku stanęła na najwyższym stopniu podium igrzysk afrykańskich w Brazzaville.
30 kwietnia 2016 w El Paso przebiegła dystans 100 metrów przez płotki w czasie 12,83. Wynik ten jest lepszy od aktualnego rekordu świata juniorów, jednakże nie został ratyfikowany z powodu braku kontroli antydopingowej po rozgrywanych zawodach.
Półfinalistka igrzysk olimpijskich w Rio de Janeiro (2016) oraz mistrzostw świata w Londynie (2017). Zdobywczyni dwóch złotych medali mistrzostw Afryki w Asabie (bieg na 100 m p.pł. oraz sztafeta 4 × 100 m). Na igrzyskach Wspólnoty Narodów w Gold Coast zdobyła złoty medal w biegu na 100 m przez płotki i brązowy w sztafecie 4 100 m, rok później została mistrzynią igrzysk afrykańskich w Rabacie. Zajęła 4. miejsce podczas mistrzostw świata w Dosze w konkurencji biegu na 100 m przez płotki, dokładnie tę samą pozycję zajęła w finale igrzysk olimpijskich w Tokio. W 2022 została ponownie mistrzynią Afryki w tych samych konkurencjach co cztery lata wcześniej.
Zdobyła złoty medal w biegu na 100 metrów przez płotki na mistrzostwach świata w Eugene, ustanawiając w półfinale rekord świata z wynikiem 12,12 s. W finale osiągnęła jeszcze lepszy czas (12,06 s), ale przy zbyt silnym wietrze w plecy. Zwyciężyła w biegu na 100 metrów przez płotki i w sztafecie 4 × 100 metrów na igrzyskach Wspólnoty Narodów w Birmingham
Medalistka mistrzostw Nigerii oraz czempionatu NCAA.

## Osiągnięcia
| Rok  | Impreza                               | Miejsce        | Konkurencja                | Lokata     | Wynik  |
| ---- | ------------------------------------- | -------------- | -------------------------- | ---------- | ------ |
| 2013 | Mistrzostwa Afryki juniorów młodszych | Warri          | bieg na 200 m              | 2. miejsce | 24,45  |
| 2013 | Mistrzostwa Afryki juniorów młodszych | Warri          | skok w dal                 | 3. miejsce | 5,52   |
| 2013 | Mistrzostwa świata juniorów młodszych | Donieck        | bieg na 200 m              | półfinał   | DQ     |
| 2013 | Afrykańskie igrzyska młodzieży        | Gaborone       | bieg na 100 m przez płotki | 2. miejsce | 13,92  |
| 2015 | Mistrzostwa Afryki juniorów           | Addis Abeba    | bieg na 100 m przez płotki | 1. miejsce | 14,26  |
| 2015 | Igrzyska afrykańskie                  | Brazzaville    | bieg na 100 m przez płotki | 1. miejsce | 13,15  |
| 2016 | Mistrzostwa świata juniorów           | Bydgoszcz      | bieg na 100 m przez płotki | 5. miejsce | 12,95  |
| 2016 | Igrzyska olimpijskie                  | Rio de Janeiro | bieg na 100 m przez płotki | półfinał   | 12,91  |
| 2017 | Mistrzostwa świata                    | Londyn         | bieg na 100 m przez płotki | półfinał   | 13,04  |
| 2018 | Halowe mistrzostwa świata             | Birmingham     | bieg na 60 m przez płotki  | 7. miejsce | 8,05   |
| 2018 | Igrzyska Wspólnoty Narodów            | Gold Coast     | bieg na 100 m przez płotki | 1. miejsce | 12,68  |
| 2018 | Igrzyska Wspólnoty Narodów            | Gold Coast     | sztafeta 4 × 100 m         | 3. miejsce | 42,75  |
| 2018 | Mistrzostwa Afryki                    | Asaba          | bieg na 100 m przez płotki | 1. miejsce | 12,86  |
| 2018 | Mistrzostwa Afryki                    | Asaba          | sztafeta 4 × 100 m         | 1. miejsce | 43,77  |
| 2018 | Puchar interkontynentalny             | Ostrawa        | bieg na 100 m przez płotki | 5. miejsce | 12,96  |
| 2018 | Puchar interkontynentalny             | Ostrawa        | sztafeta 4 × 100 m         | –          | DQ     |
| 2019 | Igrzyska afrykańskie                  | Rabat          | bieg na 100 m przez płotki | 1. miejsce | 12,68  |
| 2019 | Mistrzostwa świata                    | Doha           | bieg na 100 m przez płotki | 4. miejsce | 12,49  |
| 2021 | Igrzyska olimpijskie                  | Tokio          | bieg na 100 m przez płotki | 4. miejsce | 12,60  |
| 2021 | Igrzyska olimpijskie                  | Tokio          | sztafeta 4 × 100 m         | eliminacje | 43,25  |
| 2022 | Mistrzostwa Afryki                    | Saint-Pierre   | bieg na 100 m przez płotki | 1. miejsce | 12,57  |
| 2022 | Mistrzostwa Afryki                    | Saint-Pierre   | sztafeta 4 × 100 m         | 1. miejsce | 44,45  |
| 2022 | Mistrzostwa świata                    | Eugene         | bieg na 100 m przez płotki | 1. miejsce | 12,06w |
| 2022 | Igrzyska Wspólnoty Narodów            | Birmingham     | bieg na 100 m przez płotki | 1. miejsce | 12,30  |
| 2022 | Igrzyska Wspólnoty Narodów            | Birmingham     | sztafeta 4 × 100 m         | 1. miejsce | 42,10  |
| 2023 | Mistrzostwa świata                    | Budapeszt      | bieg na 100 m przez płotki | 6. miejsce | 12,62  |
| 2024 | Igrzyska afrykańskie                  | Akra           | bieg na 100 m przez płotki | 1. miejsce | 12,89  |
| 2024 | Igrzyska afrykańskie                  | Akra           | sztafeta 4 × 100 m         | 1. miejsce | 43,05  |
| 2024 | Mistrzostwa Afryki                    | Duala          | sztafeta 4 × 100 m         | 1. miejsce | 43,01  |
| 2024 | Igrzyska olimpijskie                  | Paryż          | bieg na 100 m przez płotki | półfinał   | 12,55  |

## Rekordy życiowe
- Bieg na 100 metrów – 11,10 (2023)
- Bieg na 200 metrów – 22,66 (2022) / 22,60w (2017)
- Bieg na 60 metrów przez płotki (hala) – 7,75 (2024) rekord Afryki
- Bieg na 100 metrów przez płotki – 12,12 (2022) rekord świata / 12,06w (2022)